# Mîrne, Dolînska
Mîrne (în ucraineană Мирне) este o comună în raionul Dolînska, regiunea Kirovohrad, Ucraina, formată numai din satul de reședință.

## Demografie
Componența lingvistică a comunei Mîrne
     Ucraineană (95,93%)
     Rusă (1,98%)
     Alte limbi (1,28%)
Conform recensământului din 2001, majoritatea populației comunei Mîrne era vorbitoare de ucraineană (95,93%), existând în minoritate și vorbitori de rusă (1,98%).